# Härtefall
Ein Härtefall ist ein atypischer Sachverhalt, der erheblich vom gesetzlich vorgesehenen Normalfall abweicht und deshalb Ausnahmeregelungen oder -entscheidungen gerechtfertigt erscheinen lässt. Bei dem Begriff Härtefall (oder auch Härte) handelt es sich um einen unbestimmten, allgemein formulierten Rechtsbegriff, der bei der Rechtsanwendung im Einzelfall präzisiert werden muss. Die Rechtsanwendung unterliegt, anders als Ermessensentscheidungen, der uneingeschränkten richterlichen Überprüfung.

## Allgemeines
Der Gesetzgeber kann kraft seines verfassungsrechtlichen Gestaltungsauftrags grundsätzlich frei entscheiden, an welche tatsächlichen Verhältnisse er bestimmte Rechtsfolgen anknüpft und wie er Personengruppen definiert, denen er bestimmte Vergünstigungen zukommen lassen will. Dabei ist er insbesondere bei Massenerscheinungen befugt, zu generalisieren, typisieren und pauschalieren selbst dann, wenn die damit verbundenen Härten lediglich eine verhältnismäßig kleine Zahl von Personen betreffen und diese nicht sehr intensiv belasten. Ein Verstoß gegen den Gleichheitsgrundsatz liegt dann erst vor, wenn eine Gruppe von Normadressaten im Vergleich zu einer anderen Gruppe abweichend behandelt wird, obwohl zwischen beiden Gruppen objektiv keine Unterschiede bestehen, die eine ungleiche Behandlung rechtfertigen können.
Mit Härtefallregelungen soll ein bestimmter Personenkreis begünstigt werden. Sie stellen eine gesetzliche Ausprägung des verfassungsrechtlichen Grundsatzes der Verhältnismäßigkeit dar. Härtefallregelungen sollen gewährleisten, dass auch in Ausnahmefällen, die wegen ihrer atypischen Ausgestaltung nicht im Einzelnen vorhersehbar sind und sich deshalb nicht mit den abstrakten Merkmalen der Gesetzessprache erfassen lassen, ein Ergebnis erzielt wird, das dem Normergebnis in seiner grundsätzlichen Zielrichtung gleichwertig ist.

## Typische Härtefallregelungen
Insbesondere Leistungsgesetze (etwa das Sozialgesetzbuch SGB, Bundessozialhilfegesetz BSHG), sozialorientierte Bestimmungen (etwa das Mietrecht des BGB, BAföG) oder personenschützende Normen (Härtefallkommission im Ausländerrecht) beschreiben Norm- oder Regeltatbestände, die überwiegend zur Anwendung kommen. Entweder sehen sie von vorneherein hiervon abweichende Ausnahmesituationen vor oder diese werden durch die Rechtsprechung geschaffen. Diese Ausnahmesituationen werden dann als Härtefallregelung bezeichnet.

### Härtefallregelungen in Gesetzen
Aus der Vielzahl gesetzlicher Regelungen werden vier herausgegriffen, um an ihrem Beispiel die Härtefallregelungen zu demonstrieren:
- Im Bereich der in § 1 d der Verordnung zu § 40 SGB XII (Regelsatzverordnung) genannten Tatbestände können atypische Gegebenheiten vorliegen, die von der typisierenden Sichtweise der Regelsatzberechnung stark abweichen. Dann kann ein Härtefall angenommen werden. So wird nach § 28 SGB XII der gesamte Bedarf "des notwendigen Lebensunterhalts außerhalb von Einrichtungen mit Ausnahme von Leistungen für Unterkunft und Heizung und der Sonderbedarfe nach den §§ 30 bis 34 nach Regelsätzen erbracht". Der Gesetzgeber hat jedoch erkannt, dass diese Normregelung im Einzelfall zu unangemessenen Ergebnissen führen kann. Deshalb hat der Gesetzgeber in Satz 2 dieser Bestimmung vorgesehen, dass die Bedarfe abweichend festgelegt werden können, „wenn im Einzelfall ein Bedarf … unabweisbar seiner Höhe nach erheblich von einem durchschnittlichen Bedarf abweicht“.
- Selbst nach wirksamer Kündigung des Mietverhältnisses durch den Vermieter kann der Mieter eine Fortsetzung des Mietverhältnisses verlangen. Das Mietrecht gewährt ihm durch die so genannte Härte- oder Sozialklausel des § 574 BGB ausdrücklich einen solchen Rechtsanspruch. Es müssen aber außergewöhnliche Gründe vorliegen. Der Vermieter muss das Mietverhältnis dann in aller Regel nur für eine angemessene Zeit – und nicht auf unbestimmte Zeit – fortsetzen. Für die dem Mieter zu gewährende Frist sind im Einzelfall die konkreten persönlichen Umstände des Mieters zu berücksichtigen. Der Mieter kann nach einer gerechtfertigten Kündigung eine weitere Fortsetzung des Mietverhältnisses für einen ausreichenden Zeitraum verlangen, wenn es ihm beispielsweise nicht gelingt, zumutbaren Ersatzwohnraum zu besorgen (§ 574 Abs. 2 BGB). Nicht zumutbar ist eine neue Wohnung allerdings noch nicht, wenn sie teurer ist, nicht im gleichen Wohnviertel liegt oder nicht so groß ist wie die bisherige. Zu den verschiedenen Härtegründen im Sinne von § 574 Abs. 1 BGB gehört etwa eine Fortsetzung des Mietverhältnisses aus überwiegenden Härtegründen nach der Eigenbedarfskündigung des Vermieters, wenn die optimale Versorgung und Pflege von Angehörigen des Mieters nur vom Standort der Mietwohnung aus zu handhaben ist.[5]
- Nach § 6 Abs. 1 Satz 1 Nr. 1 RGebStV werden von der Rundfunkgebührenpflicht u. a. Empfänger von Sozialhilfe befreit; die Voraussetzungen für die Befreiung sind durch Vorlage des entsprechenden Bescheides nachzuweisen (§ 6 Abs. 2 RGebStV). Die bisher mit dieser Problematik befasste Rechtsprechung hat hierzu die Auffassung vertreten, dass von der Härtefallregelung des § 6 Abs. 3 RGebStV nur solche Tatbestände erfasst werden können, die vom Gesetzgeber versehentlich unberücksichtigt geblieben sind.[6] Hätte der Gesetzgeber sie in ihren Auswirkungen und ihrer Vergleichbarkeit mit den dort geregelten Fällen gekannt, hätte er sie in Absatz 1 in gleicher Weise geregelt. Es ist daher mit dem Gesetzeszweck nicht zu vereinbaren, wenn die Befreiungsregelungen durch eine extensive Anwendung der Härtefallregelung umgangen würden. Insbesondere kann allein ein geringes Einkommen nicht dazu führen, dass über die Härtefallregelung die abgeschaffte Möglichkeit einer Befreiung wegen geringen Einkommens wieder eingeführt würde.[6]
- Versicherte werden beim Zahnersatz von den Eigenanteilen weitgehend befreit, wenn sie unzumutbar belastet werden. Eine unzumutbare Belastung liegt vor, wenn ihre monatlichen Bruttoeinnahmen 2013 die Grenze von 1.078 Euro (mit einem Angehörigen 1.482,25 Euro, mit zwei Angehörigen 1.751,75 Euro und mit drei Angehörigen 2.021,25 Euro) nicht übersteigen. Versicherte die unter die Härtefallregelung fallen, erhalten demnach den doppelten Festzuschuss für die Zahnersatz-Regelversorgung, auch wenn sie das Bonusheft nicht lückenlos geführt haben (§ 55 Abs. 2 SGB V). Im Falle einer Regelversorgung entfällt in diesen Fällen ein Eigenanteil des Versicherten. Die Zahnersatzkosten werden in voller Höhe durch die Krankenkasse übernommen. Die Härtefallgrenze ist nicht starr, sondern sieht eine Gleitklausel vor. Die Krankenkasse erstattet dem Versicherten den Betrag, um den die einfachen Festzuschüsse – ohne Bonus – das Dreifache der Differenz zwischen den monatlichen Bruttoeinnahmen zum Lebensunterhalt und der zur Gewährung des doppelten Festzuschusses maßgebenden Einnahmegrenze („Härtefallgrenze“) übersteigen. Diese zusätzliche Beteiligung an den Kosten umfasst höchstens einen Betrag in Höhe der doppelten Festzuschüsse und nicht mehr als die tatsächlich entstandenen Kosten (§ 55 Abs. 3 SGB V). Der verbleibende Restbetrag ist durch den Versicherten zu tragen.

### Härtefall-Entscheidungen durch die Rechtsprechung
Insbesondere das Bundesverwaltungsgericht (BVerwG) als oberste Instanz für öffentlich-rechtliche Streitigkeiten und das Bundessozialgericht (BSG) als oberste Instanz der Sozialgerichtsbarkeit haben in der Vergangenheit in zahlreichen Urteilen Stellung zu Härtefallfragen genommen. Die Verwaltungs- und Sozialgerichte haben bezüglich der Härtefalltatbestände eine umfangreiche Rechtsprechungstradition entwickelt. In ständiger Rechtsprechung subsumiert das BVerwG unter den Begriff Härtefall einen atypischen Sachverhalt, der sich aus dem Regelungsinhalt der betreffenden Vorschrift in Verbindung mit den Besonderheiten des Einzelfalls ergeben muss. Dabei muss eine objektive Härte feststellbar sein. Diese liegt aber nicht schon dann vor, wenn eine Entscheidung von dem betroffenen Bürger subjektiv als zu hart empfunden wird. Ferner geht das BVerwG davon aus, dass eine Härte im Sinne von § 26 Abs. 1 Satz 2 BSHG a. F. nur vorliege, wenn die Folgen des Anspruchsausschlusses über das Maß hinausgingen, das regelmäßig mit der Versagung von Hilfe zum Lebensunterhalt für eine Ausbildung verbunden ist und vom Gesetzgeber bewusst in Kauf genommen wurde. Auch das BSG rekurriert auf atypische Sachverhalte, die von der Normregelung abweichen. Eine Härte kann nur angenommen werden, wenn Atypizität vorliegt, "das heißt es muss ein außergewöhnlicher Sachverhalt vorliegen, der vom Gesetzgeber nicht in die enumerative Aufzählung des § 90 Abs. 2 SGB XII aufgenommen werden konnte".

## Besonderer Härtefall
Der Begriff Härtefall wird durch die Rechtsprechung noch durch den Zusatz „besonderer“ oder unbilliger Härte gesteigert. Hier ist zusätzlich zu prüfen, ob durch die Anwendung einer Vorschrift die betroffene Person in ihrer spezifischen Situation besonders hart getroffen würde. Ein „besonderer Härtefall“ liegt demnach vor, wenn die Regelvorschrift jemand übermäßig hart und unzumutbar oder in hohem Maße unbillig trifft. Ein besonderer Härtefall liegt nach ständiger Rechtsprechung nur dann vor, wenn außergewöhnliche, schwerwiegende, atypische und möglichst nicht selbstverschuldete Umstände vorliegen oder diese eine sonstige Notlage hervorrufen würden.
Daneben wird noch die „schwere Härte“ unterschieden, die eine weitere Steigerung der „unbilligen Härte“ ist (siehe § 1568a BGB).

## Folgerungen
Sehen die Gesetze ausdrücklich Härtefallregelungen vor und zählen einzelne Tatbestände sogar auf, darf die Härtefallregelung nicht zu einer Umgehung oder Erweiterung der Systematik der Befreiungstatbestände führen. Dies verbietet die Auslegung von Gesetzen, weil der Gesetzgeber durch eine enumerative Aufzählung zu erkennen gegeben hat, dass er eine Ausdehnung des Anwendungsbereichs auf ähnliche, nicht genannte Fälle nicht zulässt ("enumeratio ergo limitatio"; siehe Gesetzeslücke).
Hat der Gesetzgeber lediglich eine Norm vorgegeben, ist die Rechtsprechung gefordert, diese auf der Grundlage der Rechtsprechung in restriktiver Weise durch analoge Härtefallentscheidungen zu konkretisieren. Insbesondere Gesetze mit Massenwirkung sind auf generalisierende und pauschalierende Regelungen angewiesen. Im Interesse der Praktikabilität und Verwaltungsvereinfachung werden dann pauschalierende Regelungen geschaffen, die naturgemäß nicht in jedem Fall Einzelfallgerechtigkeit herstellen, sondern lediglich Typengerechtigkeit erreichen sollen.
Mit der Härtefallregelung sollen individuelle Nachteile oder Schwächen, die durch die Anwendung der Normtatbestände entstehen oder verschärft würden, ausgeglichen werden. Die Zulassung von Härtefallregelungen ermöglicht dadurch einerseits die Berücksichtigung individueller Besonderheiten, erhöht jedoch andererseits den Verwaltungsaufwand und fördert eine kasuistische Rechtsprechung. Diese Belastungen sind jedoch aus dem verfassungsrechtlichen Gleichheits- und Sozialstaatsprinzip geboten.